# Formokamaga
Formokamaga é um gênero de traça pertencente à família Agonoxenidae.